# The Thrill Is Gone (standard jazz)
The Thrill Is Gone (in italiano: L'emozione è andata) è uno standard jazz composto da  Lew Brown e Ray Henderson e inciso per la prima volta il 14 settembre del 1931 da Rudy Vallee e Everett Marshall ed aveva raggiunto il numero 10 della classifica americana.
Nel 1953  Chet Baker nell'LP Chet Baker Sings realizzò una sua versione.

## Storia e significato
The Thrill is Gone era stata scritta per la rivista del 1931 per il George White's Scandals, che era una lunga serie di rappresentazioni, prodotte da George White, sul modello delle Ziegfeld Follies, che furono rappresentate a Broadway ininterrottamente dal 1919 al 1939.
In particolare, negli spettacoli dell'edizione del 1931, fra gli altri si esibivano Ray Bolger, Ethel Merman, Rudy Vallée, Alice Faye. Ethel Merman aveva lanciato  Life Is Just a Bowl of Cherries e duettava con Rudy Vallée nel brano My Song. Vallée aveva a sua volta cantato The Thrill Is Gone con Everett Marshall e This Is the Missus con Peggy Moseley.
(Lee Brown, 1931)
È la storia di un amore ormai finito. Il o la protagonista avverte dei segnali, quasi impalpabili, ma molto chiari che gli fanno capire che quella storia d'amore è finita. L'amore era grande quando era nuovo, ora non c'è più slancio; perché fingere e continuare ad andare avanti?

## Altre versioni
- 1931, The Boswell Sisters con Victor Young e la sua orchestra
- 1931, Bing Crosby con The Brunswick Studio Orchestra
- 1952, Mario Lanza con l'orchestra diretta da Ray Sinatra
- 1955, Chris Connor con The Ralph Sharon Group
- 1956, Sarah Vaughan - (Mercury Records)
- 1958, con l'orchestra di Quincy Jones
- 1959, Julie London
- 1959, Helen Merrill
- 1960, Stan Getz nell'album Cool Velvet
- 1962, Teresa Brewer
- 1964, Ella Fitzgerald con Frank De Vol e la sua orchestra
- 1964, Nina Simone